# Copa Fares Lopes 2021
La Copa Fares 2021 fue  la 12.ª edición de la Copa Fares Lopes. El torneo comenzó el 29 de octubre y finalizó el 28 de noviembre del mismo año. La competición contó con la participación de 10 equipos.
El campeón garantizó un cupo en la Copa de Brasil 2022.

## Participantes
| Equipos participantes | Equipos participantes | Equipos participantes | Equipos participantes | Equipos participantes |
| --------------------- | --------------------- | --------------------- | --------------------- | --------------------- |
| Ceará                 | Barbalha              | Caucaia               | Crato                 | Atlético Cearense     |
| Pacatuba              | Floresta              | União                 | Guarany de Sobral     | Icasa                 |

## Sistema de competición
En la fase de grupos, los diez equipos se dividieron en dos grupos con cinco equipos en cada grupo, y se enfrentaron entre sí dentro del grupo bajo el sistema de todos contra todos a una sola rueda, completando un total de 4 partidos para cada equipo. Una vez finalizada dicha instancia, los dos mejores equipos de cada grupo avanzaron a las semifinales, esta disputada en partidos de ida y vuelta. El equipo campeón garantizó un cupo en la Copa de Brasil 2022.

## Fase de grupos

### Grupo A
| Pos. | Equipo   | Pts. | PJ | G | E | P | GF | GC | Dif. | Clasificación 2021            |
| ---- | -------- | ---- | -- | - | - | - | -- | -- | ---- | ----------------------------- |
| 1    | Caucaia  | 10   | 4  | 3 | 1 | 0 | 6  | 1  | +5   | Clasificado a las semifinales |
| 2    | Barbalha | 9    | 4  | 3 | 0 | 1 | 5  | 3  | +2   | Clasificado a las semifinales |
| 3    | Floresta | 7    | 4  | 2 | 1 | 1 | 10 | 3  | +7   |                               |
| 4    | Ceará    | 3    | 4  | 1 | 0 | 3 | 6  | 5  | +1   |                               |
| 5    | Crato    | 0    | 4  | 0 | 0 | 4 | 4  | 19 | −15  |                               |

Actualizado a los partidos jugados el 17 de noviembre de 2021.
 Fuente: FCF

### Grupo B
| Pos. | Equipo            | Pts. | PJ | G | E | P | GF | GC | Dif. | Clasificación 2021            |
| ---- | ----------------- | ---- | -- | - | - | - | -- | -- | ---- | ----------------------------- |
| 1    | Icasa             | 8    | 4  | 2 | 2 | 0 | 9  | 1  | +8   | Clasificado a las semifinales |
| 2    | Atlético Cearense | 7    | 4  | 2 | 1 | 1 | 7  | 4  | +3   | Clasificado a las semifinales |
| 3    | Guarany de Sobral | 5    | 4  | 1 | 2 | 1 | 11 | 5  | +6   |                               |
| 4    | União             | 4    | 4  | 1 | 1 | 2 | 4  | 8  | −4   |                               |
| 5    | Pacatuba          | 3    | 4  | 1 | 0 | 3 | 2  | 15 | −13  |                               |

Actualizado a los partidos jugados el 17 de noviembre de 2021.
 Fuente: FCF

## Fixture
- La hora de cada encuentro corresponde al huso horario correspondiente al Estado de Ceará (UTC-3).

### Grupo A
| Ceará | 0 - 1 | Barbalha | Franzé Morais | 29 de octubre | 15:00 |
| Crato | 0 - 2 | Caucaia  | Inaldão       | 29 de octubre | 15:00 |

| Caucaia  | 2 - 1 | Ceará    | Elzir Cabral | 6 de noviembre | 15:00 |
| Barbalha | 1 - 0 | Floresta | Inaldão      | 7 de noviembre | 15:00 |

| Floresta | 0 - 0 | Caucaia | Domingão     | 10 de noviembre | 15:00 |
| Crato    | 1 - 5 | Ceará   | Elzir Cabral | 10 de noviembre | 15:00 |

| Barbalha | 3 - 1 | Crato    | Inaldão       | 13 de noviembre | 15:00 |
| Ceará    | 0 - 1 | Floresta | Franzé Morais | 13 de noviembre | 15:00 |

| Caucaia  | 2 - 0 | Barbalha | Franzé Morais | 17 de noviembre | 15:00 |
| Floresta | 9 - 2 | Crato    | Domingão      | 17 de noviembre | 15:00 |

### Grupo B
| União    | 1 - 1 | Guarany de Sobral | João Ronaldo | 29 de octubre  | 15:00 |
| Pacatuba | 2 - 1 | Atlético Cearense | Moraisão     | 2 de noviembre | 15:00 |

| Icasa             | 4 - 0 | Pacatuba | Mirandão | 6 de noviembre | 15:00 |
| Atlético Cearense | 3 - 1 | União    | Domingão | 7 de noviembre | 15:00 |

| Guarany de Sobral | 1 - 1 | Icasa    | Junco        | 10 de noviembre | 15:00 |
| União             | 2 - 0 | Pacatuba | João Ronaldo | 10 de noviembre | 15:00 |

| Atlético Cearense | 0 - 0 | Icasa             | Domingão | 13 de noviembre | 15:00 |
| Pacatuba          | 0 - 8 | Guarany de Sobral | Moraisão | 13 de noviembre | 15:00 |

| Guarany de Sobral | 1 - 3 | Atlético Cearense | Junco    | 17 de noviembre | 15:00 |
| Icasa             | 4 - 0 | União             | Mirandão | 17 de noviembre | 15:00 |

## Fase final

### Semifinales
| Atlético Cearense | 0 - 0 | Caucaia | Domingão | 20 de noviembre | 15:00 |
| Barbalha          | 1 - 2 | Icasa   | Inaldão  | 21 de noviembre | 15:00 |

| Icasa   | 2 - 2 | Barbalha          | Inaldão       | 25 de noviembre | 15:00 |
| Caucaia | 3 - 1 | Atlético Cearense | Franzé Morais | 25 de noviembre | 15:00 |

### Final
| Caucaia | 0 - 1 | Icasa | Franzé Morais | 28 de noviembre | 15:00 |

### Campeón
| Copa Fares Lopes 2021      |
| -------------------------- |
| Icasa Campeón (2.º título) |

## Goleadores
Actualizado el 28 de noviembre de 2021.
| Pos. | Jugador | Equipo            | Goles |
| ---- | ------- | ----------------- | ----- |
| 1    | Patuta  | Guarany de Sobral | 4     |
|      | Rhuann  | Icasa             | 4     |
| 3    | Siloé   | Caucaia           | 3     |
|      | Vagner  | Floresta          | 3     |
|      | França  | Barbalha          | 3     |